# Парадајс (Пенсилванија)
Парадајс (енгл. Paradise) насељено је место без административног статуса у америчкој савезној држави Пенсилванија.

## Демографија
По попису из 2010. године број становника је 1.129, што је 101 (9,8%) становника више него 2000. године.
| Група             | 2000.       | 2010.         |
| Белци             | 993 (96,6%) | 1.029 (91,1%) |
| Афроамериканци    | 18 (1,8%)   | 15 (1,3%)     |
| Азијати           | 1 (0,1%)    | 2 (0,2%)      |
| Хиспаноамериканци | 11 (1,1%)   | 57 (5,0%)     |
| Укупно            | 1.028       | 1.129         |